# Selección femenina de balonmano sub-20 de los Países Bajos
La selección de balonmano sub-20 de los Países Bajos es la selección nacional sub-20 de balonmano de Países Bajos. Controlado por la Asociación Neerlandesa de Balonmano, representa a los Países Bajos en partidos internacionales.

## Participaciones

### Campeonato Mundial[1]
| Año   | Resultado        | Pos.         |
| ----- | ---------------- | ------------ |
| 1977  | Ronda Preliminar | 9°           |
| 1979  | Cuartos de final | 7°           |
| 1981  | Ronda Preliminar | 9°           |
| 1983  | Ronda Preliminar | 11°          |
| 1985  | Ronda Preliminar | 13°          |
| 1987  | No clasificó     | No clasificó |
| 1993  | No clasificó     | No clasificó |
| 1995  | Octavos de final | 10°          |
| 1997  | No clasificó     | No clasificó |
| 1999  | Ronda Preliminar | 13°          |
| 2001  | Ronda Preliminar | 18°          |
| 2003  | No clasificó     | No clasificó |
| 2008  | No clasificó     | No clasificó |
| 2010  | Cuartos de final | 6°           |
| 2012  | Ronda Preliminar | 17°          |
| 2014  | Cuartos de final | 8°           |
| 2016  | Octavos de final | 9°           |
| 2018  | Cuartos de final | 5°           |
| 2020  | Clasificado      | Clasificado  |
| Total | 0 Titulos        | 13/21        |

### Campeonato Europeo
| Año   | Resultado        | Pos.             | PJ           | G            | E            | P            | GF           | GC           | Dif.         |
| ----- | ---------------- | ---------------- | ------------ | ------------ | ------------ | ------------ | ------------ | ------------ | ------------ |
| 1996  | No clasificó     | No clasificó     | No clasificó | No clasificó | No clasificó | No clasificó | No clasificó | No clasificó | No clasificó |
| 1998  | Ronda Preliminar | 11°              | 6            | 1            | 0            | 5            | 135          | 158          | –23          |
| 2000  | No clasificó     | No clasificó     | No clasificó | No clasificó | No clasificó | No clasificó | No clasificó | No clasificó | No clasificó |
| 2002  | Semifinales      | 4°               | 6            | 3            | 0            | 3            | 149          | 172          | –23          |
| 2004  | No clasificó     | No clasificó     | No clasificó | No clasificó | No clasificó | No clasificó | No clasificó | No clasificó | No clasificó |
| 2007  | Ronda Preliminar | 11°              | 7            | 3            | 1            | 3            | 200          | 201          | –1           |
| 2009  | Segunda Ronda    | 8°               | 7            | 3            | 1            | 3            | 195          | 197          | –2           |
| 2011  | Final            | Medalla de plata | 7            | 6            | 0            | 1            | 237          | 191          | +46          |
| 2013  | Segunda Ronda    | 6°               | 7            | 5            | 0            | 2            | 204          | 196          | +8           |
| 2015  | No clasificó     | No clasificó     | No clasificó | No clasificó | No clasificó | No clasificó | No clasificó | No clasificó | No clasificó |
| 2017  | Segunda Ronda    | 6°               | 8            | 3            | 0            | 5            | 213          | 224          | –11          |
| 2019  | Final            | Medalla de plata | 8            | 6            | 0            | 2            | 219          | 208          | +11          |
| Total | 0 Títulos        | 8/12             | 56           | 30           | 2            | 24           | 1552         | 1547         | +5           |